# Josef Šimánek
Josef Šimánek (16. března 1883 Jindřichův Hradec – 16. listopadu 1959 Praha) byl český
dekadentní básník, prozaik, dramatik, skaut a člen společnosti Universalia.

## Život
Dětství a mládí strávil na Jindřichohradecku, jehož krajina se mu stala trvalou inspirací. Jeho přáteli byli grafik Josef Váchal, básník Jaromír Borecký, psychiatr Vladimír Vondráček, manželé filosof Vladimír Hoppe a výtvarnice Marie Hoppeová–Teinitzerová, a především básník Jaroslav Vrchlický (Vrchlického dokonce na podzim 1910 doprovázel na ozdravný pobyt do Opatie u Jadranu). Spřátelil se také s operní pěvkyní Emou Destinnovou a navštěvoval ji v zámečku Stráž nad Nežárkou. Destinnová si jeho knihy oblíbila a vozila si je s sebou na své koncertní cesty.
Studoval gymnázium v Jindřichově Hradci, pak světovou literaturu a moderní filologii na Karlo–Ferdinandově universitě v Praze (v roce 1909 tu získal titul doktora filosofie). Ve své disertaci se věnoval dramatické tvorbě Williama Shakespeara.
Pracoval jako tajemník Českého Zemského Svazu cizineckého a odborný rada v knihovně ministerstva zemědělství. Redigoval Pokrokovou revui (1909–10), Knihovnu západních literatur (1909), Knihovnu pro filosofii, umění a život (1911), Zrcadlo, satirickou přílohu časopisu Samostatnost (1911–12), časopis Týden světem (1913), Nový obzor (1914) a další. Od roku 1918 pracoval v Zemské komisi pro péči o mládež, v letech 1924–49 byl vedoucím knihovny Pozemkového úřadu.
V roce 1917 se stal spolupracovníkem A. B. Svojsíka, zakladatele českého skautingu. V průběhu let byl postupně vůdcem oddílu, zpravodajem náčelnictva Svazu skautů, představitelem klubu oldskautů. Byl častým přispěvatelem do skautských časopisů, pro mladší skauty – vlčata – přeložil Kiplingovy Knihy džunglí. Byl vyznamenán nejvyšším skautským vyznamenáním, Řádem stříbrného vlka.

## Dílo
Šimánek začínal jako typický dekadentní básník. Patřil do okruhu České moderny. Ve svých textech se často věnoval okultním a mystickým tématům, exotické krajině Egypta, Španělska, ale i zákoutím staré Prahy. Lze jej považovat za jednoho z průkopníků české sci-fi literatury a skautingu. Náměty si s oblibou vybíral z období antiky.

### Próza
- Křišťálový pohár : Okkultické novelly (Zmatlík a Palička 1909)
- Nad starými schody hradčanskými (Zmatlík a Palička 1909)
- Háj satyrů (F. Topič 1915; B. Kočí 1926; B. Kočí 1929)
- Oživlé mramory (B. Kočí 1916; Zmatlík a Palička 1920)
- Bratrstvo smutného zálivu a jiná próza (F. Topič 1918)
- Hudba Acherontu : Nehistorický příběh ze starého Řecka (Grafikona 1919)
- Bitva stínů (J. Otto 1920)
- Bohové na zemi : Novely a mythy (Zmatlík a Palička 1925)
- Fainaretina triéra (Nakladatelství Karel Vaclena, Ml. Boleslav 1928)
- Bílá paní (Pražská akciová tiskárna 1937; Československý čtenář 1937)

### Poezie
- Ve chvílích světlých i temných (Jindřichův Hradec 1902)
- Kapky jedu (1908)
- Božstva a kulty (1910)
- Putování malého elfa (1911)
- Propasti a plameny (1917)

### Drama
- Entemenova vása (1906)
- Egyptská princezna (1915)
- Tvář Aigipanova (1933)

### Odborné
- Skauting, jeho podstata, význam a ethika (1925)
- Oldskauting (1926)
- Padesát let Jana Havlasy (1933)
- Skauting a zálesáctví (1940)

### Uspořádal
- E. A. Poe – Novelly (1909)
- Bohuslav L. Raýman – Zárodky sebevědomí (1911)

#### Přeložil
- Rudyard Kipling – Knihy džunglí (1911)